# Base aérea de Brand-Briesen

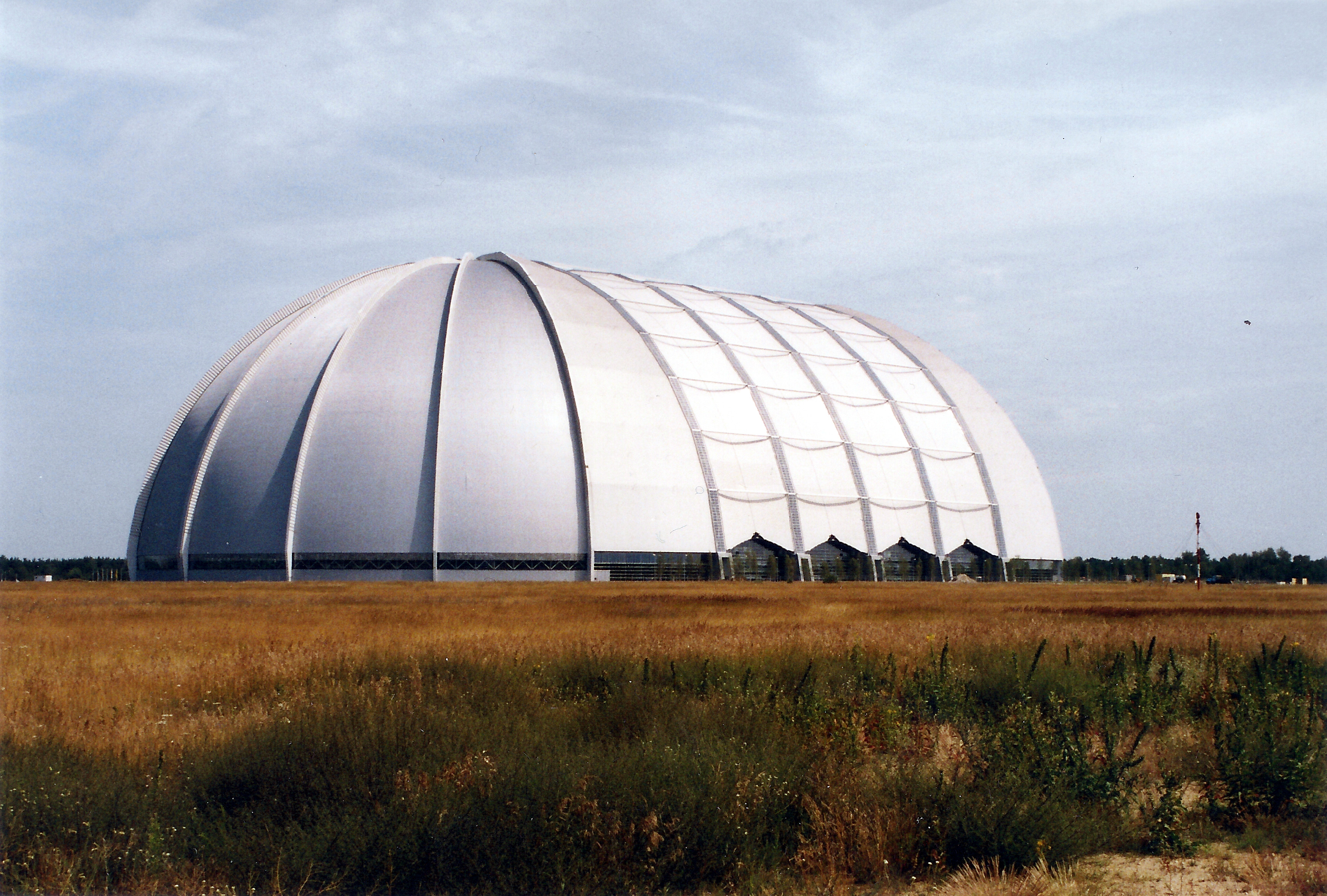
Hangar da CargoLifter.

A Base aérea de Brand-Briesen é um complexo localizado em Briesen/Brand, na Alemanha, a cerca de 60 quilómetros a sudeste de Berlim. Um dos edifícios da base, o antigo hangar da CargoLifter, foi convertido e é usado desde 2004 pela companhia maliana Tanjong que transformou o edifício num resort chamado "A minha ilha tropical".

## História
A base foi construída pela Luftwaffe durante a expansão das forças armadas na Alemanha Nazi, entre 1938 e 1939. Quando foi inaugurada, tinha uma única pista de 1000 metros.
Capturada pelo Exército Vermelho em Maio de 1945, foi ocupada e usada por várias unidades da Força Aérea Soviética. Depois de expandir a sua pista para 2500 metros nos anos 50, uma outra pista de 2000 metros foi construída para emergências.
Com a reunificação da Alemanha, a base voltou para mãos alemãs em 1992.